# Campeonato Francés de Fútbol (USFSA) 1899
El Campeonato Francés de Fútbol 1899 fue la sexta edición de dicho campeonato, organizado por la USFSA (Union des Sociétés Françaises de Sports Athlétiques). Se volvió a jugar un sistema de eliminación directa tras 3 temporadas con formato de liga. El campeón fue el Le Havre AC.

## Torneo

### Semifinales
- Le Havre AC 1-0 Iris Club Lillois

### Final
Club Français se negó a jugar la final, por lo que la USFSA le otorgó el título de campeón de Francia a Le Havre AC.